# Berillium-karbonát
A berillium-karbonát szervetlen vegyület, képlete BeCO3. Három formája ismert: vízmentes, tetrahidrát és bázikus. A vízmentes forma instabil, berillium-oxidra és szén-dioxidra bomlik, ezért szén-dioxid alatt kell tárolni. A tetrahidrát forma akkor keletkezik, ha berillium-hidroxid (Be(OH)2) oldatán szén-dioxidot buborékoltatnak át, de ez a módosulat is bomlékony. A bázikus berillium-karbonát (Be2CO3(OH)2) vegyes só, berillium-szulfát és ammónium-karbonát reakciójával állítható elő. Úgy gondolják, hogy a régebbi szakirodalomban az utóbbit hívták berillium-karbonátnak.

## Fordítás
Ez a szócikk részben vagy egészben  a   Beryllium carbonate című angol Wikipédia-szócikk ezen változatának fordításán alapul.  Az eredeti cikk szerkesztőit annak laptörténete sorolja fel. Ez a jelzés csupán a megfogalmazás eredetét és a szerzői jogokat jelzi, nem szolgál a cikkben szereplő információk forrásmegjelöléseként.